# Elecciones parlamentarias de Escocia de 1999
Las elecciones al Parlamento escocés de 1999 se celebraron el 6 de mayo de 1999 y fueron las primeras votaciones tras el restablecimiento del Parlamento Escocés después de la Ley de Escocia de 1998. Tras las elecciones los partidos Laborista y Liberal-Demócrata formaron el primer ejecutivo nacional escocés que convirtió al laborista Donald Dewar en el primer encargado de ocupar el cargo de Primer Ministro de Escocia.
El Parlamento escocés se creó tras un referéndum sobre la devolución, celebrado el 11 de septiembre de 1997, en el que el 74,3% de los votantes aprobaron la idea de crear una cámara y un gobierno nacional escoceses. La Ley de Escocia fue aprobada por el Parlamento del Reino Unido, que estableció un Parlamento escocés y un Ejecutivo escocés. 
El parlamento fue elegido utilizando la representación proporcional mixta, creando 73 circunscripciones electorales en donde el candidato más votado fue elegido como representante local. Los 73 diputados electos por voto directo se repartieron en ocho regiones que eligieron a siete miembros adicionales de forma proporcional a los resultados de cada región (56 en total) para llegar a la cifra de 129 escaños. Este sistema fue creado buscando que fuese improbable que cualquier partido obtuviera la mayoría absoluta en el nuevo parlamento, y por lo tanto los nuevos gobiernos deberían formarse en minoría o en coalición de varias fuerzas políticas.
Las primeras elecciones generales al parlamento escocés, tuvieron unos resultados previsibles respecto al ambiente político de la época, el Partido Laborista se mantenía con fuerza y popularidad después de lograr una victoria abrumadora en las elecciones generales del Reino Unido celebradas en 1997, de acuerdo a las predicciones fue el partido ganador al obtener 56 escaños, quedando a nueve de conseguir la mayoría absoluta. 
El laborismo escocés formó un gobierno de coalición con los Liberal-Demócratas, que ganaron 17 escaños. Durante la campaña electoral, el Partido Nacional Escocés (SNP) tuvo un buen posicionamiento entre el electorado, consiguiendo hasta un 40% de aceptación, sin embargo, en las votaciones no se mostró lo ocurrido en los sondeos y los nacionalistas se quedaron por debajo de las estimaciones. El SNP fue el segundo partido más votado con 35 asientos, lo que representó su mejor resultado desde las elecciones británicas de octubre de 1974. Por su parte, el Partido Conservador aún no se recuperaba de la derrota obtenida dos años antes en las generales, por lo que no consiguió ningún diputado de forma directa, no obstante, sí que consiguió 18 representantes gracias a la representación proporcional. Por otro lado, dos partidos minoritarios, el Verde y el Socialista Escocés consiguieron un representante cada uno. 
Se eligió además a un diputado independiente, Dennis Canavan, quien ganó el distrito electoral de Falkirk Oeste. Canavan contendió por su propia cuenta tras haber sido rechazado como candidato laborista.
Tras las elecciones, el nuevo Parlamento se reunió por primera vez el 12 de mayo en la Sala de la Asamblea General de la Iglesia de Escocia en Edimburgo, sin embargo, la transferencia de poderes desde Westminster al Parlamento escocés no tuvo lugar hasta la medianoche del 1 de julio, casi dos meses después de haberse conformado la primera legislatura de los nuevos poderes ejecutivo y legislativo de Escocia.

## Sistema electoral
Las elecciones para el Parlamento escocés estuvieron entre las primeras en Gran Bretaña en utilizar un sistema representación proporcional mixta (MMP).  El sistema es una forma regionalizada del MMP, conocido como sistema de miembros adicionales (AMS) de representación proporcional en Gran Bretaña. Según este sistema, los votantes reciben dos votos: uno para un candidato específico y otro para un partido político.  Un voto se utiliza para elegir al miembro local; el otro se agrupa con votos de otros distritos de la región para componer la representación proporcional al partido dentro de la región. (No hay escaños para nivelar la diferencia entre los dos votos).
De los 129 escaños que componen el Parlamento, 73 son elegidos para representar a distritos electorales mayoritarios y se les conoce como "Parlamentario de Distrito".  Los votantes eligen a un miembro para representar al distrito electoral uninominal, y la persona con más votos es elegido parlamentario del distrito electoral. Los 73 distritos electorales del Parlamento Escocés comparten los mismos límites que los distritos electorales del Parlamento del Reino Unido en Escocia, antes de la reducción de 2005 en el número de parlamentarios escoceses, con la excepción de Orkney y Shetland, que eligen cada uno su propio parlamentario de distrito electoral. En la actualidad, el distrito electoral promedio está compuesto por 55.000 electores. Dada la distribución geográfica de la población en Escocia, esto da como resultado distritos electorales de un área más pequeña en las Tierras Bajas Centrales, donde vive la mayor parte de la población de Escocia, y áreas electorales mucho más grandes en el norte y el oeste del país, que tienen una baja densidad de población. Los archipiélagos insulares de Orkney, Shetland y las Islas Occidentales comprenden un número mucho menor de electores, debido a su población dispersa. En el caso de que un diputado de un distrito electoral renuncie al Parlamento, esto desencadena una elección parcial en su distrito electoral, donde se elige un diputado de reemplazo según el mismo sistema.
Los 56 escaños restantes, llamados "Parlamentarios de lista", son elegidos mediante un sistema de miembros adicionales, que busca hacer que los resultados generales sean más proporcionales, contrarrestando cualquier distorsión en los resultados de los distritos electorales. Se eligen siete diputados de lista de cada una de las ocho regiones electorales, de las cuales los distritos electorales son subdivisiones: 
1. Escocia Central
2. Glasgow
3. Tierras Altas e Islas
4. Lothian
5. Escocia Central y Fife
6. Noreste de Escocia
7. Sur de Escocia
8. Oeste de Escocia

Cada partido político elabora una lista de candidatos que se presentan en cada región electoral, de la cual se eligen los diputados de la lista. Los independientes también pueden presentarse como candidatos en regiones, en cuyo caso se les trata como una "lista" unipersonal. Los candidatos pueden presentarse tanto por un distrito electoral como por una lista; si son elegidos por un distrito electoral, este tiene prioridad y son ignorados al asignar escaños de su lista de partido.  Si un parlamentario de lista abandona posteriormente el Parlamento, la siguiente persona en la lista del partido al que pertenece el que renuncia ocupa el escaño. Sin embargo, si un parlamentario abandona su partido, conservará su escaño, se mantendrá como independiente y no será reemplazado. Si un diputado de una lista independiente abandona el Parlamento, no es reemplazado y el escaño queda vacante hasta las siguientes elecciones generales.
El número total de escaños en el Parlamento se asigna a los partidos proporcionalmente al número de votos recibidos en la segunda votación de la papeleta utilizando el método d'Hondt. Por ejemplo, para determinar a quién se le otorga el primer escaño de lista, el número de votos de lista emitidos para cada partido se divide por uno más el número de escaños que el partido ganó en la región (en este punto, solo escaños de distrito electoral). El partido con el cociente más alto obtiene el escaño, que luego se agrega a los escaños de su circunscripción para asignar el segundo escaño. Esto se repite iterativamente hasta que se hayan asignado todos los escaños disponibles en la lista. Como la asignación de escaños a los partidos refleja el voto popular, es habitual que el partido más exitoso en las elecciones no obtenga una mayoría absoluta de los escaños, lo que le obliga a buscar alguna forma y nivel de apoyo interpartidario para sus iniciativas de gobierno.
Al igual que en la Cámara de los Comunes, para ser miembro del Parlamento Escocés se requieren una serie de requisitos. Estas calificaciones se introdujeron mediante la Ley de Descalificación de la Cámara de los Comunes de 1975 y la Ley de Nacionalidad Británica de 1981 . En concreto, los miembros deben ser mayores de 18 años  y deben ser ciudadanos del Reino Unido, de la República de Irlanda, de uno de los países de la Mancomunidad de Naciones, ciudadanos de un territorio británico de ultramar o ciudadanos de la Unión Europea residentes en el Reino Unido. Los miembros de la policía y de las fuerzas armadas están descalificados para ocupar un escaño en el Parlamento escocés como diputados electos, y de manera similar, los funcionarios públicos y los miembros de legislaturas extranjeras están descalificados.  No existe ninguna prohibición legal para tener un mandato dual, es decir, ocupar un escaño tanto en el Parlamento escocés como en la Cámara de los Comunes.

## Resultados
| Partidos                             | Circunscripción electoral | Circunscripción electoral | Circunscripción electoral | Circunscripción electoral | Región    | Región | Región  | Región | Escaños totales | Escaños totales | Escaños totales |
| Partidos                             | Votos                     | %                         | Escaños                   | +/−                       | Votos     | %      | Escaños | +/−    | Total           | +/−             | %               |
| ------------------------------------ | ------------------------- | ------------------------- | ------------------------- | ------------------------- | --------- | ------ | ------- | ------ | --------------- | --------------- | --------------- |
| Laboristas                           | 908.392                   | 38,8                      | 53                        | —                         | 786.818   | 33,6   | 3       | —      | 56              | —               | 43,4            |
| PNE                                  | 672.757                   | 28,7                      | 7                         | —                         | 638.644   | 27,3   | 28      | —      | 35              | —               | 27,1            |
| Conservador                          | 364.225                   | 15,6                      | 0                         | —                         | 359.109   | 15,4   | 18      | —      | 18              | —               | 14,0            |
| Liberal-Demócratas                   | 331.279                   | 14,2                      | 12                        | —                         | 225.774   | 12,4   | 5       | —      | 17              | —               | 13,2            |
| Verdes-Escocia                       | —                         | —                         | —                         | —                         | 84.024    | 3,6    | 1       | —      | 1               | —               | 0,8             |
| Socialista Laborista                 | 5.268                     | 0,2                       | 0                         | —                         | 55.153    | 2,4    | 0       | —      | 0               | —               | —               |
| Socialista Escocés                   | 23.654                    | 1,0                       | 0                         | —                         | 46.714    | 2,0    | 1       | —      | 1               | —               | 0,8             |
| Independientes                       | 31.543                    | 1,3                       | 1                         | —                         | 41.321    | 1,8    | 0       | —      | 1               | —               | 0,8             |
| ProLife                              | —                         | —                         | 0                         | —                         | 9.784     | 0,4    | 0       | —      | 0               | —               | —               |
| Unionista Escocés                    | —                         | —                         | 0                         | —                         | 7.011     | 0,3    | 0       | —      | 0               | —               | —               |
| Alianza de las Highlands y las Islas | —                         | —                         | 0                         | —                         | 2.607     | 0,1    | 0       | —      | 0               | —               | —               |
| Otros                                | 3.305                     | 0,1                       | 0                         | —                         | 16.970    | 0,7    | 0       | 0      | 0               | 0               | 0               |
| Total                                | 2.340.423                 | 100.0                     | 73                        |                           | 2.273.929 | 100,0  | 56      |        | 129             |                 | 100,0           |